# Lindsaea monocarpa
Lindsaea monocarpa är en ormbunkeart som beskrevs av Eduard Rosenstock. Lindsaea monocarpa ingår i släktet Lindsaea och familjen Lindsaeaceae. Inga underarter finns listade.